# Oleksandrivka, Kozelșciîna
Oleksandrivka (în ucraineană Олександрівка) este un sat în comuna Vasîlivka din raionul Kozelșciîna, regiunea Poltava, Ucraina.

## Demografie
Componența lingvistică a localității Oleksandrivka
     Ucraineană (90,95%)
     Rusă (9,05%)
Conform recensământului din 2001, majoritatea populației localității Oleksandrivka era vorbitoare de ucraineană (90,95%), existând în minoritate și vorbitori de rusă (9,05%).